# Klaus Christian Köhnke
Klaus Christian Köhnke (* 14. Juni 1953 in Flensburg; † 24. Mai 2013 in Berlin) war Professor für Kulturtheorie und Kulturphilosophie am Institut für Kulturwissenschaften an der Universität Leipzig.

## Leben
Klaus Christian Köhnke studierte Philosophie, Literaturwissenschaft und Linguistik (zeitweise auch Skandinavistik und Kunstgeschichte, Geschichte und Ethnologie) an der Freien Universität Berlin und der Hochschule der Künste Berlin. Er war Stipendiat der Studienstiftung des deutschen Volkes und wurde 1985 über die Entstehung und Aufstieg des Neukantianismus – nach dem Tod seines Betreuers Michael Landmann – bei Karlfried Gründer promoviert. 1986 wurde ihm für die Dissertation der Ernst-Reuter-Preis verliehen.
Von 1986 bis 1990 war Köhnke Projektmitarbeiter mehrerer Forschungsprojekte von Otthein Rammstedt an der Universität Bielefeld. Von 1987 bis 1989 arbeitete er als Leiter des Studienbereiches Kulturwissenschaft an der Fakultät Wirtschaftswissenschaft der Nordischen Universität Flensburg. 1990–1996 war er Wissenschaftlicher Assistent von Karlfried Gründer am Institut für Philosophiegeschichte und Geschichte der Geisteswissenschaften der Freien Universität Berlin, wo er 1995 in Philosophie habilitiert wurde. Nach einer Vertretung 1996–1997 übernahm er 1997 die Professur für Kulturtheorie und Kulturphilosophie am Institut für Kulturwissenschaften an der Universität Leipzig.
Köhnke arbeitete, forschte und publizierte unter anderem zu der kulturphilosophischen Tradition von Moritz Lazarus, Georg Simmel und Ernst Cassirer. Er war einer der Hauptherausgeber der unveröffentlichten Schriften von Ernst Cassirer (Nachgelassene Manuskripte und Texte, Felix Meiner Verlag, Hamburg 1995 ff.) und Herausgeber zahlreicher Bände der Georg Simmel-Gesamtausgabe (GSG, Suhrkamp Verlag, Frankfurt/M. 1989ff.).

## Veröffentlichungen (Auswahl)
- Der junge Simmel – in Theoriebeziehungen und sozialen Bewegungen. Suhrkamp, Frankfurt/M. 1996.
- Entstehung und Aufstieg des Neukantianismus. Die deutsche Universitätsphilosophie zwischen Idealismus und Positivismus. Suhrkamp, Frankfurt/M. 1986 / 1993.
  - The Rise of Neokantianism. German Academic Philosophy between Idealism and Positivism. Übers. R. J. Hollingdale, Vorwort Lewis White Beck, Cambridge University Press, Cambridge / New York u. a. 1991.
  - Surgimiento y auge del neokantismo. La filosofía universitaria alemana entre el idealismo y el positivismo. Übers. José Andrés Ancona Quiroz, FCE, UAM,  México 2011 (Colec. FILOSOFÍA).
- Begriff und Theorie der Moderne. Vorlesungen zur Einführung in die Kulturphilosophie 1996–2002. Aus dem Nachlaß herausgegeben von Jörn Bohr, Freibur im Breisgau 2019, ISBN 978-3-495-49062-4.

als Herausgeber
- Moritz Lazarus: Über Gespräche. Henssel, Berlin 1986
- Moritz Lazarus: Grundzüge der Völkerpsychologie und Kulturwissenschaft. Meiner, Hamburg 2003, ISBN 978-3-7873-1632-8
- Georg Simmel: Philosophie des Geldes (zus. mit David P. Frisby). Suhrkamp, Frankfurt am Main 1989, 787 S.
- Georg Simmel: Einleitung in die Moralwissenschaft. Eine Kritik der ethischen Grundbegriffe. Bd. 1. Suhrkamp, Frankfurt am Main 1989, 461 S.
- Georg Simmel: Einleitung in die Moralwissenschaft. Eine Kritik der ethischen Grundbegriffe. Bd. 2. Suhrkamp, Frankfurt am Main 1991, 427 S.
- Georg Simmel: Das Wesen der Materie nach Kant's Physischer Monadologie. Abhandlungen 1882–1884. Rezensionen 1883–1901. Suhrkamp, Frankfurt am Main 2000, 527 S.
- Georg Simmel: Miszellen, Glossen, Stellungnahmen, Umfrageantworten, Leserbriefe, Diskussionsbeiträge 1889–1918. Anonyme und pseudonyme Veröffentlichungen 1888–1920. Suhrkamp, Frankfurt am Main 2005, 626 S.
- Georg Simmel: Briefe 1880–1911. Suhrkamp, Frankfurt am Main 2008, 1094 S.